# 敦化南路

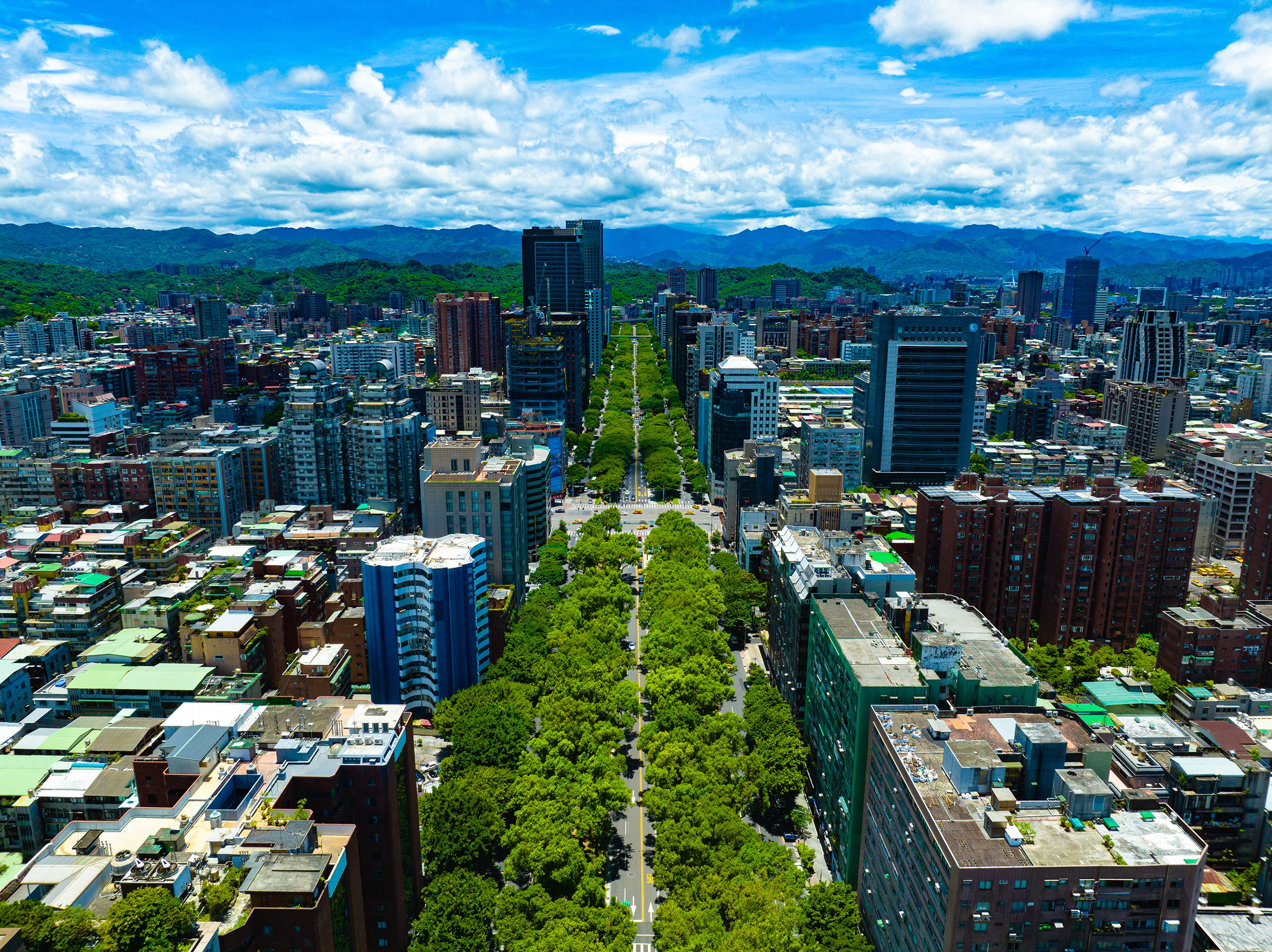
敦化南路航拍圖

敦化南路是臺北市的道路，屬雙向道路，北於八德路口接敦化北路，南抵基隆路，分為二段。

## 通過行政區
- 松山區
- 大安區

## 歷史
敦化南路並不是1932年都市計劃中的道路，因此開闢時遇上一些問題。
- 1957年底，初闢本路由八德路至仁愛路。
- 1959年2月6日，復旦橋通車。
- 1972年，新闢仁愛路至信義路段。
- 1976年，續闢信義路至四維路137巷段。
- 1977年8月，新建至和平東路時，因林安泰古厝的保留與否引發了無數爭議。直到1978年臺北市政府決定將林安泰古厝遷建於濱江公園，敦化南路始闢至和平東路。
- 1988年2月3日，和平東路至基隆路段通車，敦化南路全線打通。
- 1991年1月3日，拆除復旦橋。
- 1991年8月19日，重編門牌，原先不分段，門牌重編後以信義路為界分一、二段。

## 分段
敦化南路共分二段。
- 一段：北起八德路二、三段與敦化北路相接，南至信義路四段與敦化南路二段相接。
- 二段：北於信義路四段與敦化南路一段相接，南止於基隆路。

## 道路設計

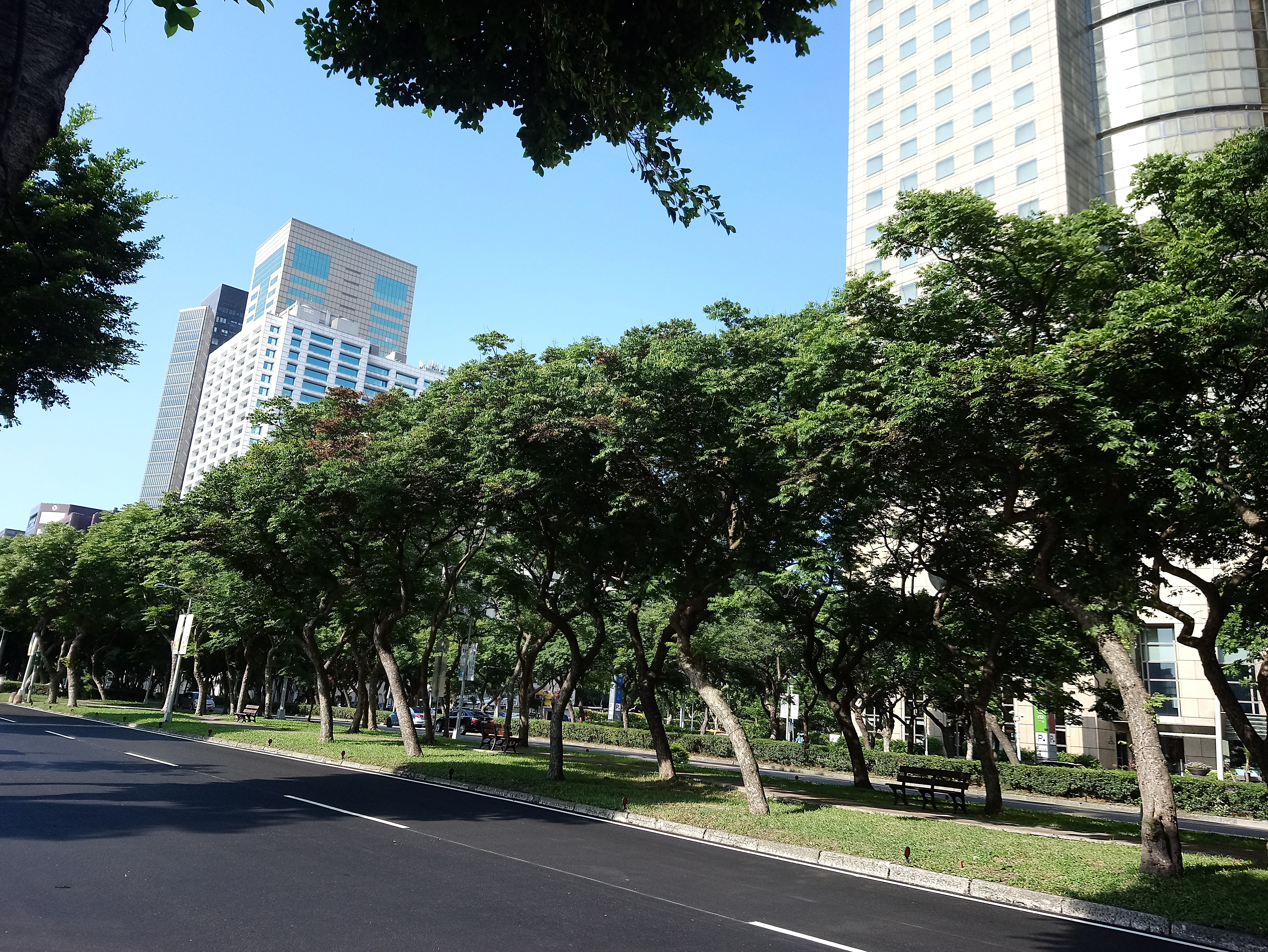
路中分隔島的臺灣欒樹

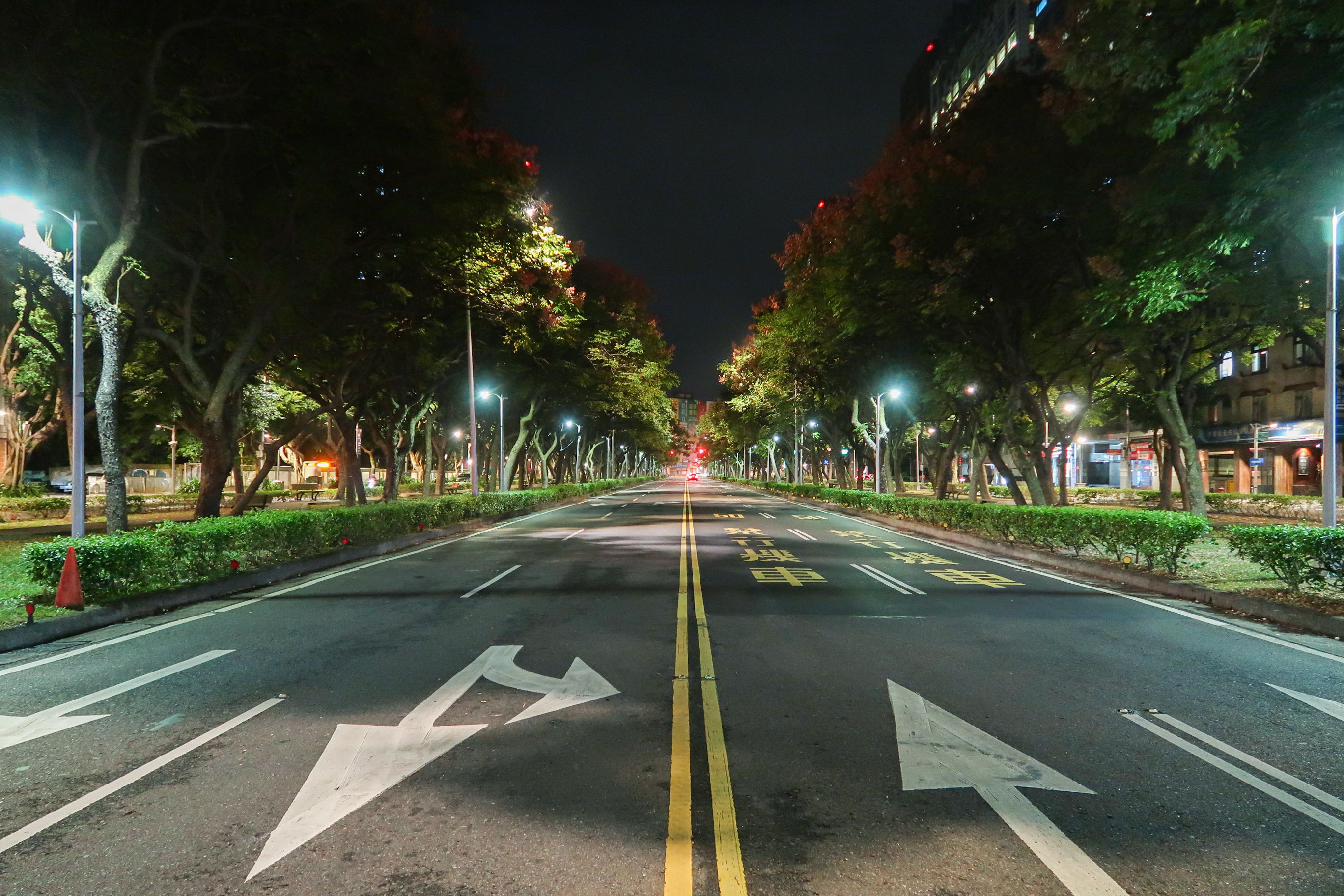
晚上的敦化南路二段

### 車道數
- 一段：雙向各五車道，南向第二車道為公車專用道（北向車道因為一些因素而遲未興建）。
- 二段：雙向各四車道。

### 號碼
- 一段：單號1～339，雙號2～376
- 二段：單號1～333，雙號2～238

## 沿線設施

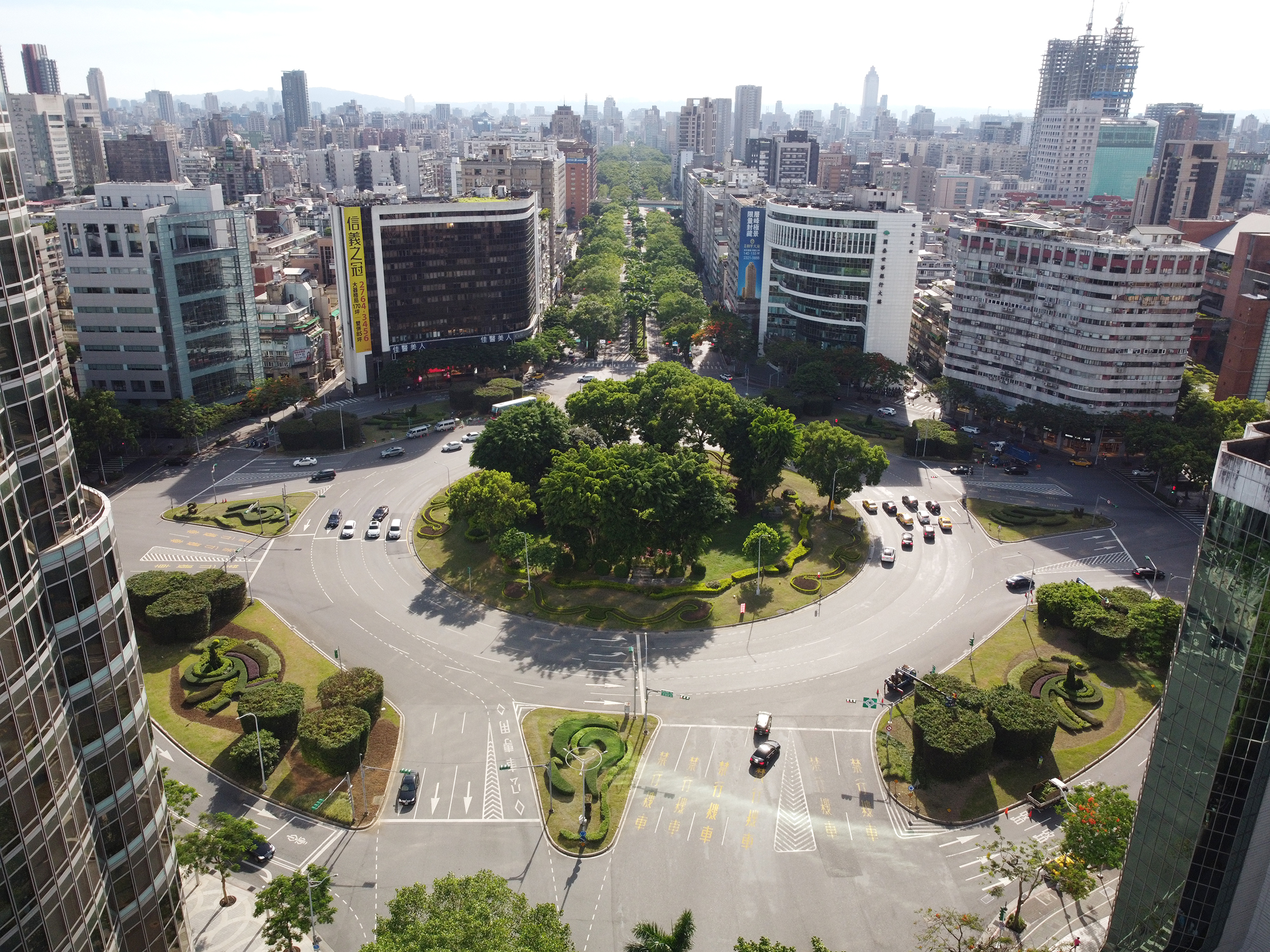
敦化南路與仁愛路口的仁愛圓環

（由北至南）

### 一段
- 敦化樓（1號）
  - 臺灣土地銀行松山分行（1號1F）
  - 土地改革紀念館（1號10F）
- 南山敦南大樓（2號，原名萬國商業大樓）
- 元大金控大樓（66號）
- 敦化南北路舊式公寓群（光武新邨，東邨161巷，西邨160巷）
- 捷運忠孝敦化站（門牌設在忠孝東路口，地址為忠孝東路四段182號）
- 台北市公共自行車租賃系統龍門廣場
- 國泰一品大廈（236巷）
- 敦南金融大樓（243、245號，預定2020年拆除）
- 太平洋SOGO百貨敦化館（246號）
- 復興中小學（262號）
- 仁愛圓環（仁愛路口）
- 外交部外交及國際事務學院（280號）
- 敦化南北路舊式公寓群（295巷國泰信義公寓、東豐街國泰仁愛公寓）
- 國泰商旅台北慕軒（331號）

### 二段
- 裕隆企業大樓（2號）
- 中華票券金融大樓（14號）
- 鑽石雙星大廈（林安泰古厝舊址，56、62號）
- 葉財記世貿大樓（69、71號）
- 中鼎大樓（中鼎工程總部舊址，77號）
- 臺灣中小企業銀行大安分行（92號）
- 大陸工程敦南辦公大樓（93號、95號）
- 東帝士摩天大樓（97－101號）
- 趨勢科技（198號8樓）
- 台北遠東國際大飯店、遠企購物中心（201號）
- 台北市公共自行車租賃系統敦化基隆路口
- 國泰建設總公司（218號2F）
- 梅花戲院（和平東路口，地址為和平東路三段63號）

## 公共藝術
- 敦化藝術通廊

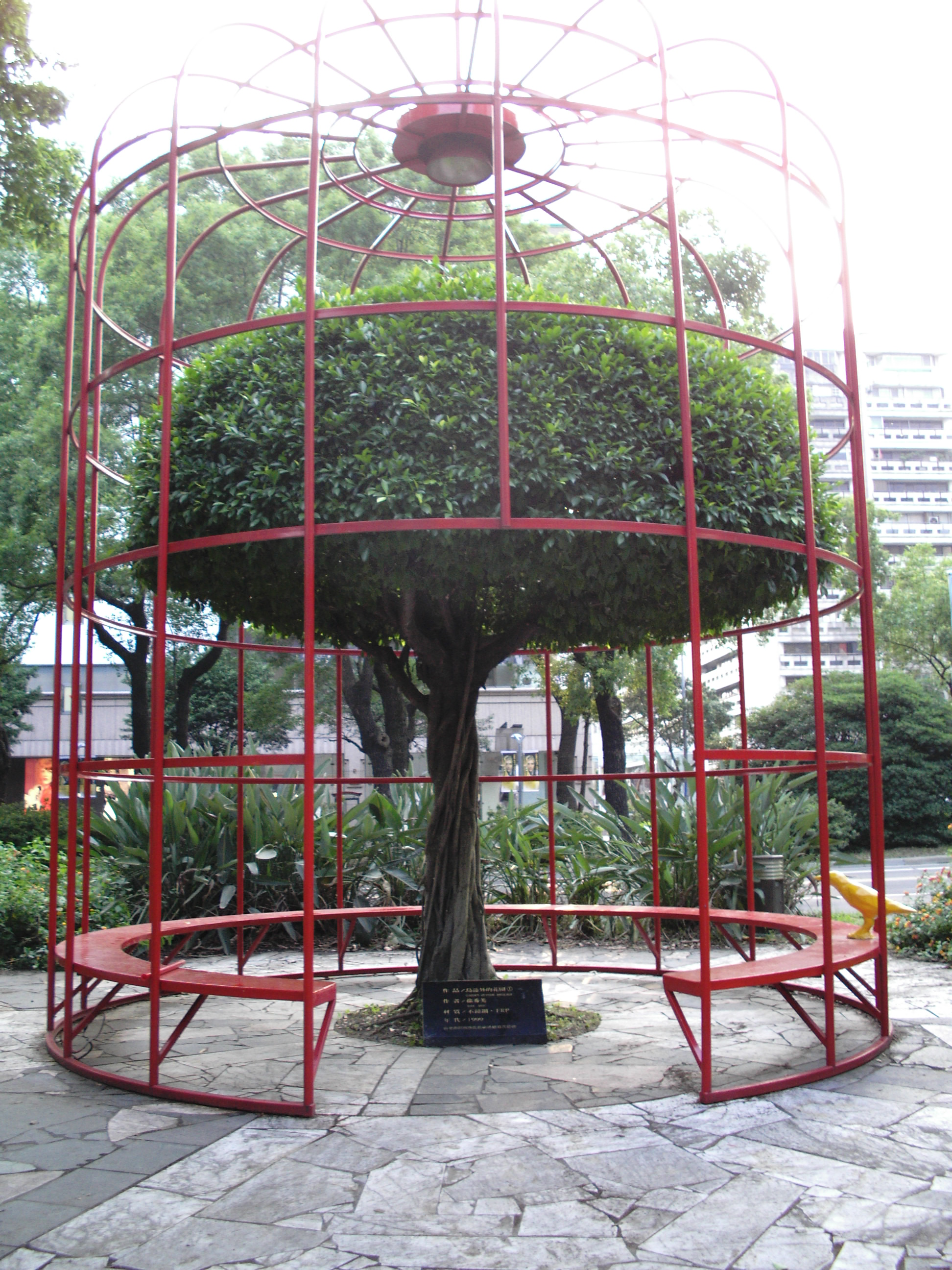
鳥籠外的花園2
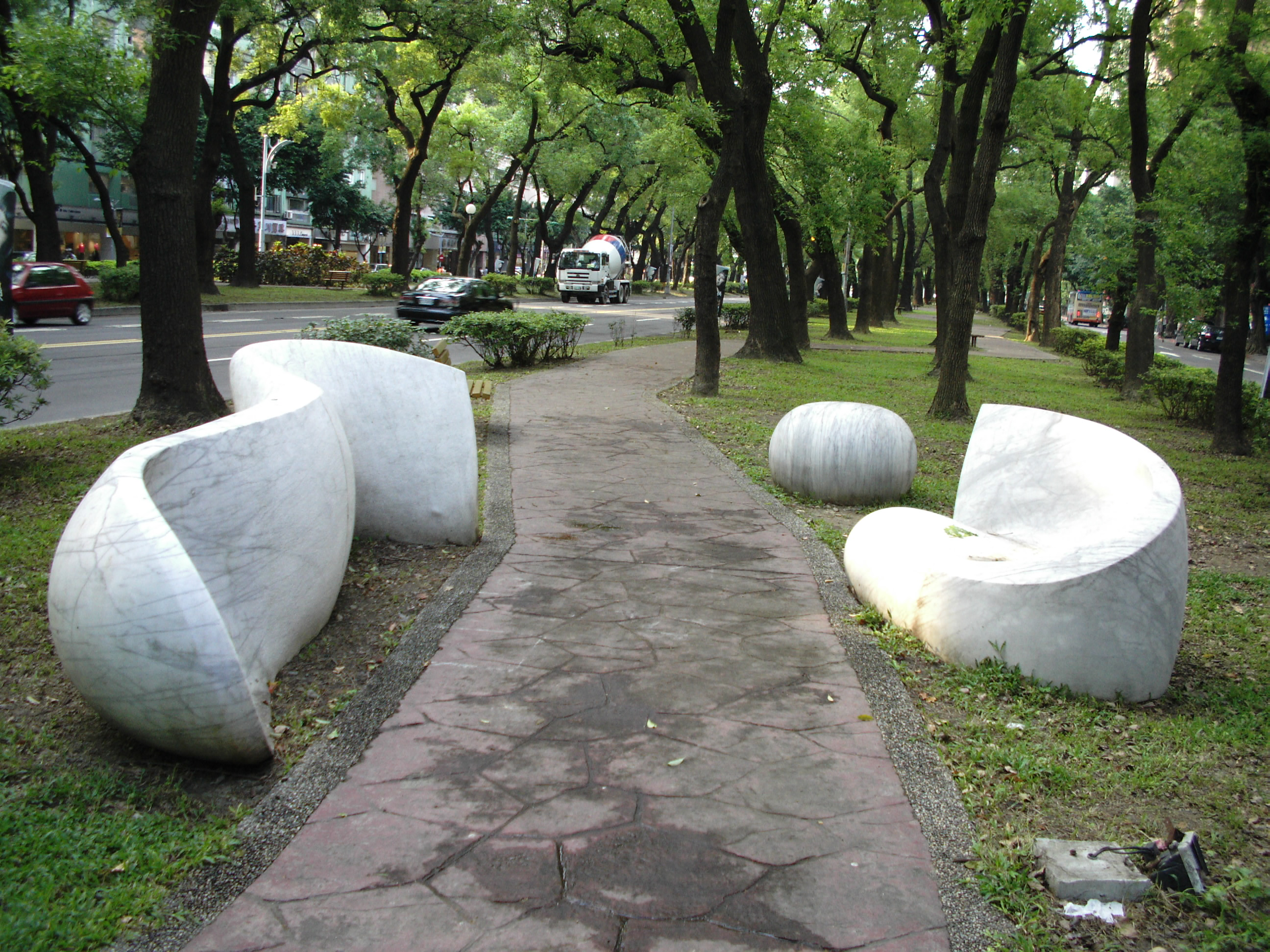
自在

## 圖片

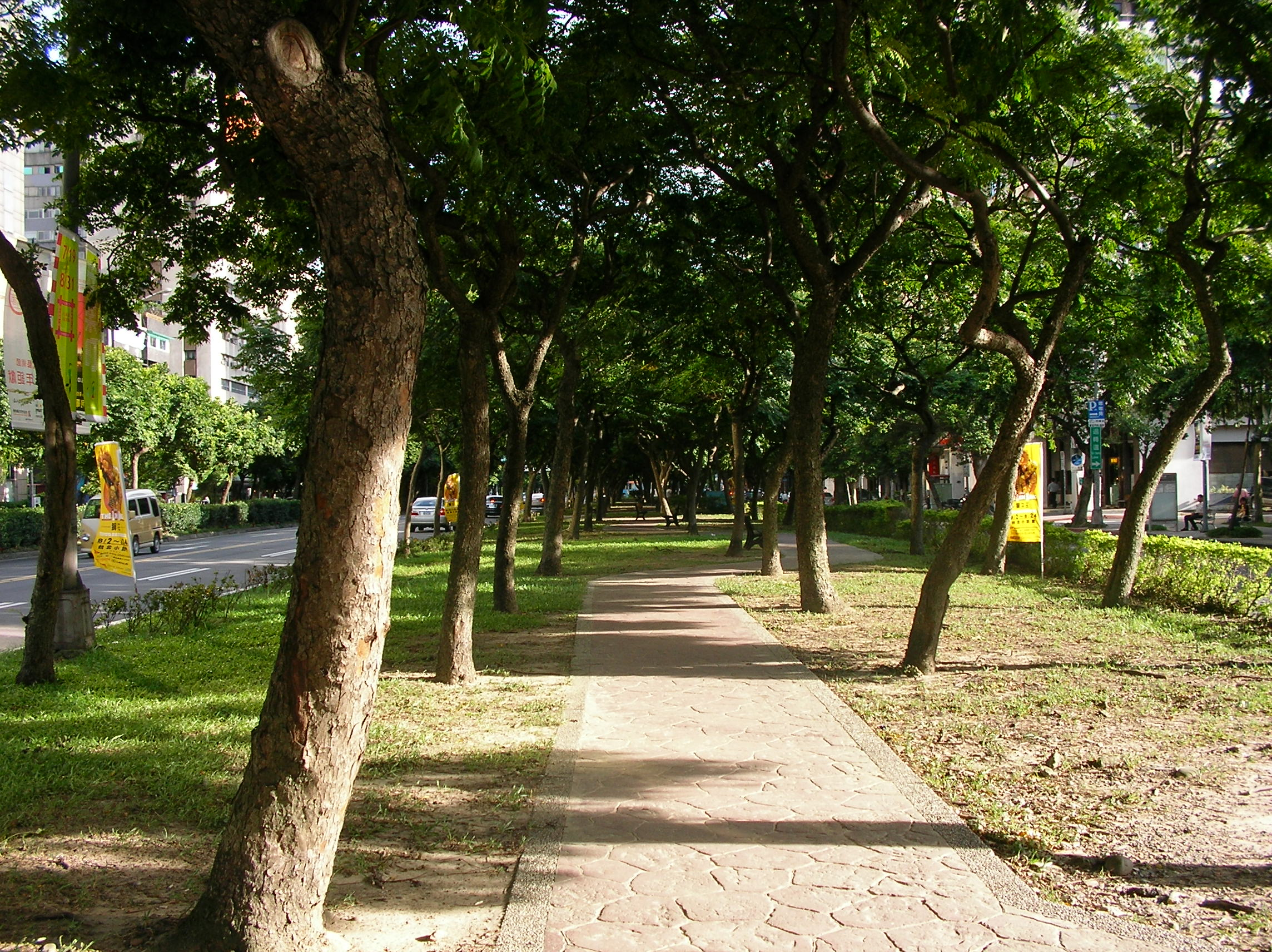
敦化南路分隔島一景
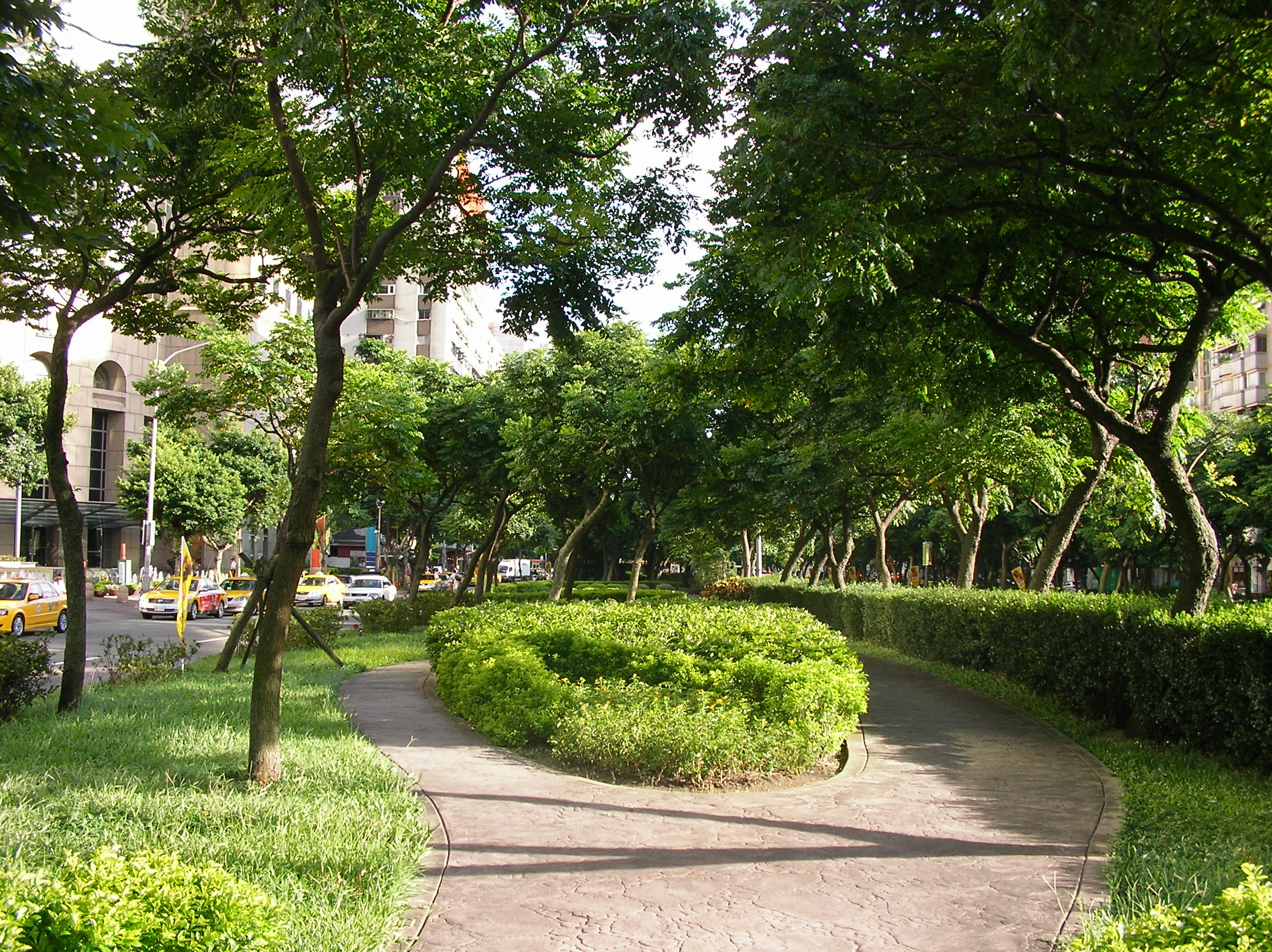
敦化南路分隔島一景
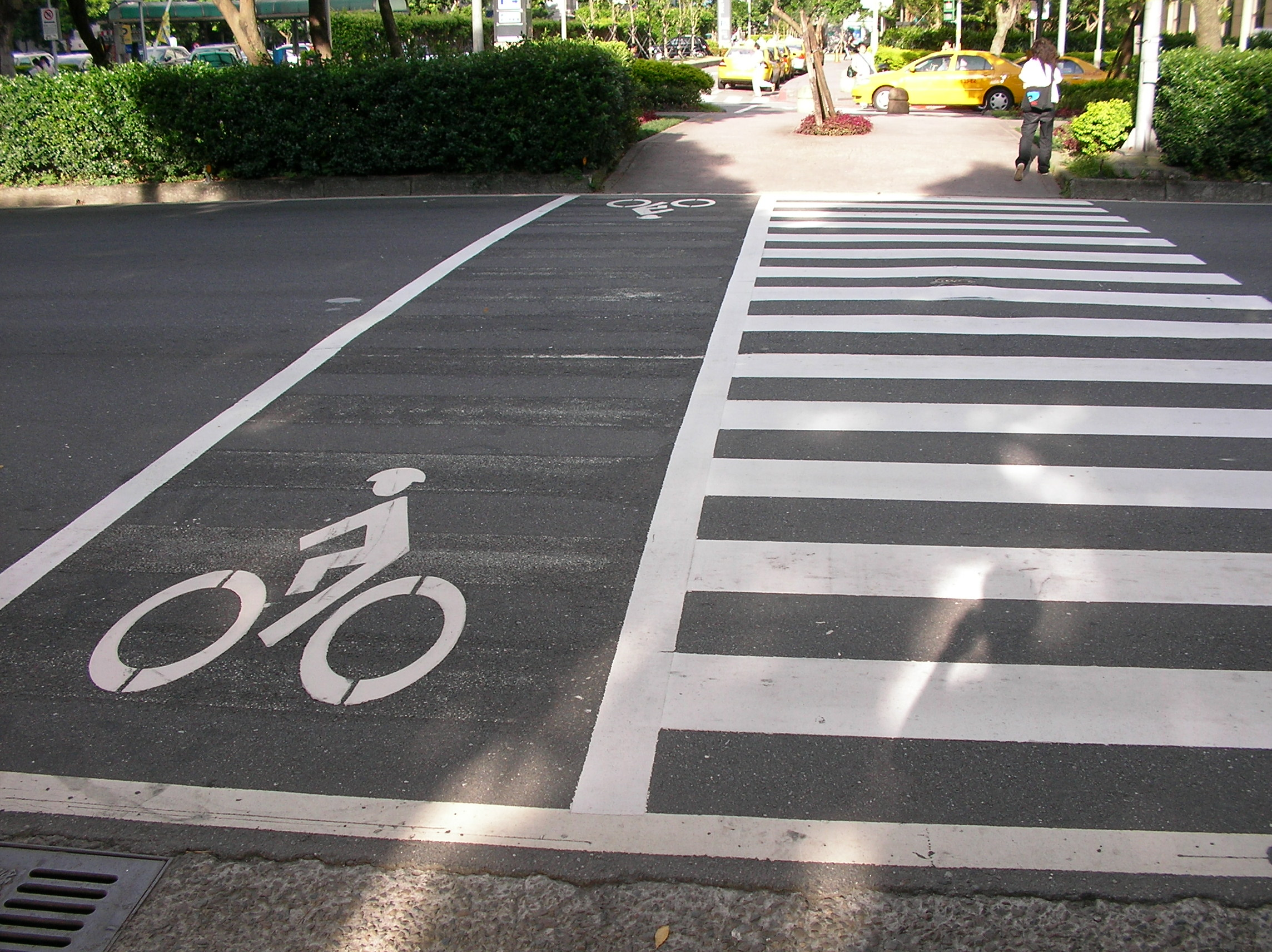
敦化南路上的斑馬線